# Ferran García Sevilla
Ferran García Sevilla (Palma de Mallorca, 1949) es un artista español. Vinculado inicialmente a la teoría y la crítica de arte, ha sido profesor de Bellas Artes en diversas universidades. Expuso por primera vez en 1972. Iniciado en el arte conceptual (instalación Patrius, Patria, Patrium, 1976), desembocó en la pintura y el grafismo, enmarcado en el denominado arte postmoderno. Acostumbra a disponer figuras bien definidas -a menudo antropomorfas- sobre fondos neutros o con motivos repetidos de manera insistente. Utiliza gamas cromáticas ricas, vivas y contrastadas, con un lenguaje simple a veces próximo al arte primitivo.